# Gonomyia puer
Gonomyia puer är en tvåvingeart som beskrevs av Charles Paul Alexander 1913. Gonomyia puer ingår i släktet Gonomyia och familjen småharkrankar. Arten förekommer i USA, från Washington, D.C. och söderut till Los Angeles och Florida. Vidare förekommer den i Brasilien, Costa Rica, Dominica, Dominikanska republiken, Ecuador, Guyana, Jamaica, Mexiko och Peru. Inga underarter finns listade i Catalogue of Life.